# Convoi HX 43
Le convoi HX 43 est un convoi passant dans l'Atlantique nord, pendant la Seconde Guerre mondiale. Il part de Halifax au Canada le 16 mai 1940 pour différents ports du Royaume-Uni et de la France. Il arrive à Liverpool le 31 mai 1940.

## Composition du convoi
Ce convoi est constitué de 43 cargos :
- Royaume-Uni : 33 cargos
- Grèce : 1 cargo
- Norvège : 4 cargos
- France : 2 cargos
- Pays-Bas : 1 cargo
- Finlande: 1 cargo
- Panama : 1 cargo

18 cargos viennent d'un convoi provenant des Bermudes.

## L'escorte
Ce convoi est escorté en début de parcours par :
- les destroyers canadiens : HMCS Restigouche et NCSM Skeena
- Un croiseur léger britannique : HMS Emerald

## Le voyage
Les destroyers canadiens quittent le convoi le 17 mai. Le 27 mai, le HMS Emerald est remplacé par un aviso HMS Sandwich (en) et une corvette HMS Clarkia. Le HMS Sandwich quitte l'escorte la veille de l'arrivée.
Le convoi arrive sans problème.